# ベルツ肺吸虫
ベルツ肺吸虫（べるつはいきゅうちゅう、学名：Paragonimus pulmonalis、シノニムDistoma pulmonale (Baelz, 1883)）は、肺吸虫科 Paragonimus 属に属する吸虫の1種であり、肺吸虫症（肺ジストマ症）の病原体。ベルツにより発見されウェステルマン肺吸虫として分類されていたものであるが、宮崎によって、三倍体(3n=33)であり、単為生殖を行うことから別種であると提唱された。ただし研究者によっては同種として扱うことも多い。本文では、本種をウェステルマン肺吸虫とは別種として扱うこととする。

## 分布と形態
日本、台湾を含む東アジアに広く生息する。体長 10-12mm、体幅 5-7mm、厚さ3-5mmの平たい卵形で、ウェステルマン肺吸虫と比較してやや大型。淡紅色を呈する。腹面は扁平で背面は丸みを帯び、口部と腹部に一つずつ吸盤がある。成虫は大型哺乳類の体内で嚢胞を作り、単為生殖を行う。

## 分類史
ウェステルマン肺吸虫は1878年にオランダにおいて、死亡した動物園のトラから発見されたもので、動物園長のピーター・ウェステルマンに献名されDistoma Westermaniiとされたものであった。その後にDistoma属は巨大であるため新属Paragonimusを分離し、この種はParagonimus Westermaniiとされた。人間への感染は、1878年、東京にて、ベルツによりの喀血患者の喀痰内から虫卵が発見されたものが最初であるが、この時点ではグレガリナ(Gregarina pulmonalis)と同定された。1879年、リンジャーにより、台湾にて人体より成体が発見され、パトリック・マンソンとスペンサー・コボルドにより、Distoma Ringeriと分類され、後にParagonimus pulmonalisと同定された。
その後1978年、宮崎により、日本産のウェステルマン肺吸虫とされたものが三倍体であり、単為生殖を行うため、ウェステルマン肺吸虫とは別種とした上でベルツに献名し「ベルツ肺吸虫」が提唱され、同年に鈴木らにより有性生殖を行う二倍体が発見された。これをもって宮崎らは二倍体が本来のウェステルマン肺吸虫であり、あらためて三倍体は別種とすることが適切であると提唱したものである。
本種がウェステルマン肺吸虫と異なるのは、主に第二中間宿主の傾向である。本種は主に淡水産カニであるモクズガニ、チュウゴクモクズガニを第二中間宿主とする。またニホンザリガニ、チョウセンザリガニ、アメリカザリガニも第二中間宿主となることが知られている。一方、二倍体であるウェステルマン肺吸虫はは同じく淡水カニであるサワガニに感染することが多い。(例外的に沖縄県では、モクズガニからウェステルマン肺吸虫が発見されることがある。)本種は単為生殖であるため、嚢胞内には単体で存在し、最終宿主としてヒト、イヌ、ネコを好適宿主とする傾向がある。一方のウェステルマン肺吸虫は、有性生殖のため嚢胞内にはペアで存在し、最終宿主としてタヌキ、キツネ、イヌ、サルを好む傾向がある。また、最終宿主の体内において、本種は肺実質に虫嚢を作ることからチョコレート状の血痰が出ることが多いが、ウェステルマン肺吸虫は胸腔に虫嚢を作り、自然気胸、胸水貯留、胸痛が主な症状であることが多い。

## 生活環

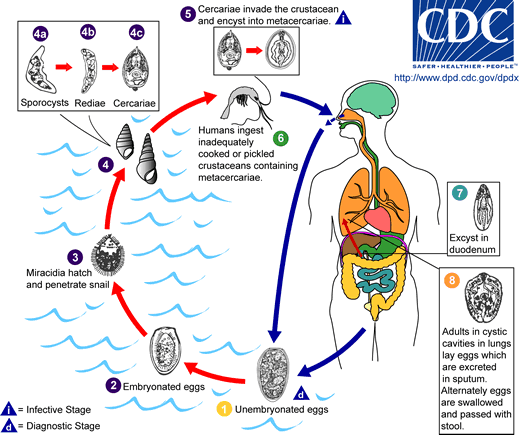
肺吸虫の生活環

本種の生活環および形態はウェステルマン肺吸虫と類似している。
- 卵から幼生期

卵は、温暖・湿潤な環境下にあると2週間程度で卵内にミラシジウムを形成して孵化し、第一中間宿主である淡水産巻貝(カワニナ等)に感染しスポロシスト幼生となり、その体内の胚細胞が発育しレジア幼生を形成する。レジアはスポロシストから脱出すると、その体内に大量の娘レジアを作り、やがて娘レジアは体内に大量のセルカリア幼生を形成する。

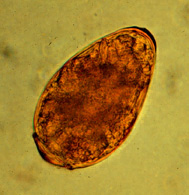
ウェステルマン肺吸虫の卵

- 中間宿主から待機宿主への寄生

セルカリアは第二中間宿主である淡水産カニに移動し、その体内で最終宿主に対する感染力を持つメタセルカリアとなる。移動は、貝から離脱した幼生による経皮感染や、カニによる宿主の捕食により行われる。また、イノシシやブタが第二中間宿主を捕食することでその体内に移動、メタセルカリアの状態のまま筋肉内に移行して発育も繁殖もしない状態になる。この状態における宿主を待機宿主(Paratenic host)と呼ぶ。
- 最終宿主への寄生

最終宿主である大型哺乳類（ヒト、イヌ、ネコを好む）への移動は、第二中間宿主または待機宿主の生食によって行われる。最終宿主の十二指腸内で脱嚢したメタセルカリアは、腸壁を穿孔し、筋肉を経由して腹腔に至り、横隔膜を通り胸腔、肺に侵入する。肺に侵入したメタセルカリアは嚢胞を作り、成虫となる。本種の成虫は単為生殖により繁殖する。卵は宿主の喀痰により直接体外に排出されるか、再度嚥下されることで糞便として排出される。虫体は最終宿主の体内各所に迷入することがあり、寄生する場所により症状も場様々となる（異所寄生）。時折脳に侵入することがあり、その場合は頭痛、痙攣、麻痺等の脳腫瘍に似た症状が発生し、死に至ることがある（脳肺吸虫症）。

## 日本における衛生学的知見
厚生省・食品衛生調査会食中毒部会食中毒サーベイランス分科会にて、食品媒介の寄生虫疾患対策に関する検討が行われた結果、本種を含む肺吸虫は「その他の食品（獣生肉等）により感染するもの」として、「特に対策が必要な寄生蠕虫 10 種」のうちの一つとして挙げられている。
メタセルカリアが感染した二次宿主のほか、待機宿主の筋肉は生食を避け、必ず火を通すこと（ウェステルマン肺吸虫の場合、感染したサワガニを55度で5分間加熱することで、その体内のメタセルカリアを殺して安全に食べることが可能となる。）また、本種が感染した生物を調理した調理器具からの感染も注意すべき点として挙げられている。淡水産カニやザリガニ、イノシシ肉等、本種に感染していた可能性があるものを調理した調理器具は、十分に洗浄する必要がある。